# سه روز کرکس
سه روز کرکس (انگلیسی: Three Days of the Condor) فیلمی آمریکایی در سبک تریلر سیاسی به کارگردانی سیدنی پولاک است که در سال ۱۹۷۵ منتشر شد. فیلم از دستاوردهای دوران پس از «واترگیت» است و به خوبی موفق می‌شود مخوف بودن سیاست‌های پنهان سازمان‌های ضدجاسوسی را به تصویر بکشد. این فیلم بر اساس رمان شش روز کندور نوشته جیمز گرادی ساخته شده‌است.

## بازیگران و نقش ها
- رابرت ردفورد در نقش جوزف ترنر (کندور)
- فی داناوی در نقش کتی هیل
- کلیف رابرتسون در نقش هیگینز
- مکس فون سیدو در نقش ژوبرت
- جان هاوسمن در نقش واباش
- آدیسون پاول در نقش لئونارد اتوود

## خلاصه داستان
جوزف ترنر (رابرت ردفورد) که با نام رمزی «کرکس» برای یک بخش مخفی سازمان سیا در نیویورک کار می‌کند، برای افشای احتمالی اطلاعات، ادبیات تریلر و جاسوسی را بررسی می‌کند. روزی ترنر در بازگشت به محل کارش می‌بیند که همهٔ همکارانش به طرز وحشیانه‌ای به قتل رسیده‌اند .

## جوایز و نامزدی‌ها
Wins
- جشنواره فیلم کارتاگنا: Golden India Catalina، بهترین بازیگر نقش اول مرد، مکس فون سیدو؛ ۱۹۷۶.
- جوایز دیوید دی دوناتلو: دیوید ویژه، سیدنی پولاک، برای کارگردانی؛ ۱۹۷۶.
- جوایز ادگار آلن پو: ادگار؛ بهترین فیلم، Lorenzo Semple Jr. David Rayfiel; ۱۹۷۶.
- جوایز Kansas City Film Critics Circle: KCFCC Award; بهترین بازیگر نقش مکمل مرد، مکس فون سیدو؛ ۱۹۷۶.
- Motion Picture Sound Editors: Golden Reel Award; Best Sound Editing - Sound Effects; ۱۹۷۶.

نامزدی‌ها
- جوایز اسکار: اسکار؛ بهترین تدوین فیلم، Fredric Steinkamp and Don Guidice; ۱۹۷۶.
- Cartagena Film Festival: Golden India Catalina; Best Film، سیدنی پولاک؛ ۱۹۷۶.
- جوایز گلدن گلوب: Golden Globe; Best Motion Picture Actress - Drama, Faye Dunaway; ۱۹۷۶.
- جوایز گرمی: گرمی; Best Album of Original Score Written for a Motion Picture or Television Special، دیو گروسین; ۱۹۷۷.
- ۱۰۰ سال... ۱۰۰ هیجان به انتخاب بفا; ۲۰۰۱[۲]